# Kajsa Bergström
Kajsa Bergström (* 1. März 1981 in Stockholm) ist eine schwedische Curlerin.
Sie gehört dem Svegs Curlingklubb an und spielt im Team Fjällbrynt.
2008 spielte sie für das Team Norberg an der Position des Alternate bei der Curling-Europameisterschaft im schwedischen Örnsköldsvik. Bei diesem Team spielt ihre ältere Schwester Anna Le Moine. Auch für die Weltmeisterschaft 2009 im südkoreanischen Gangneung spielte sie für das Team Norberg auf dieser Position. Sie war Teil des Gold-Teams der schwedischen Olympiamannschaft um Skip Anette Norberg in Vancouver 2010.

## Erfolge
- Olympische Winterspiele: Gold 2010
- Weltmeisterschaften: Silber 2009
- Europameisterschaften: Silber 2008
- Juniorenweltmeisterschaften: Bronze 1998, Gold 2000, Silber 2001, 2002